# Szkoła oficerska im. płk. Konowalca
Szkoła oficerska im. płk. Konowalca – konspiracyjna szkoła oficerska  OUN, powstała w Krakowie na przełomie lat 1939/1940.
Komendantem szkoły był kpt. Stepan Suljatyćkyj, a jego zastępcą O. Kuźmińskyj.

## Wykładowcy
Wykładowcami byli: por. Osyp Karaczewski (służba wewnętrzna), Tesla (terenoznawstwo, kartografia), por. Wasyl Sydor (organizacja), chor. Adrijanowycz (minowanie, broń chemiczna), chor. Brylewskyj i kursant Dmytro Myron (ideologia).

## Kursanci

### I kurs
Absolwentami tego kursu byli: Mykoła Arsenycz, Bezpałko, W. Burkowskyj, J. Wedmid, Ł. Zacnyj, W. Zełenyj, Mykoła Kłymyszyn, Iwan Kłymiw, R. Krawczuk, Ołeksandr Łucki, O. Masliak, Dmytro Myron, Wasyl Ochrymowycz, O. Sawczyski, Jarosław Rak, Jarosław Staruch, Fedeczko, W. Czyżewski.

### II kurs
Absolwentami drugiego kursu byli m.in. Iwan Rawłyk, Wasyl Iwachiw, Iwan Kłymyszyn i Julijan Kowalski.

### III kurs
W 1941 przeprowadzono 3-miesięczny kurs polityczno-organizacyjny, dla działaczy posiadających już przeszkolenie wojskowe. Jego absolwentami byli: W. Worobeć, M. Hoszowski, W. Dejczakiwski, W. Dyszkant, M. Kantor, Mykoła Kłymyszyn, Kryłatyj, Krycewyj, W. Kulisz, Pawło Łysyj, Maczicha, S. Mudryk, I. Pyłypowycz, Poraj, W. Janczuk (w sumie 18 kursantów).
Lektorami byli: D. Myron (ideologia ukraińskiego nacjonalizmu), Jarosław Staruch (polityka), Wasyl Kuk (rozbudowa OUN, podziemie), Dmytro Majiwski (działalność sowiecka i praca OUN), Iwan Mitrynga (propaganda), Borys Łewycki (koncepcja frontu przeciwbolszewickiego), Dmytro Hrycaj, Ołeksa Hasyn, Wasyl Sydor, J. Sonar, Kuźminski (sprawy wojskowe), Mykoła Arsenycz (wywiad, kontrwywiad), Iwan Rawłyk (służba polityczna), Wasyl Turkowski (praktyczna działalność SB).